# Kazimierz Zaczek

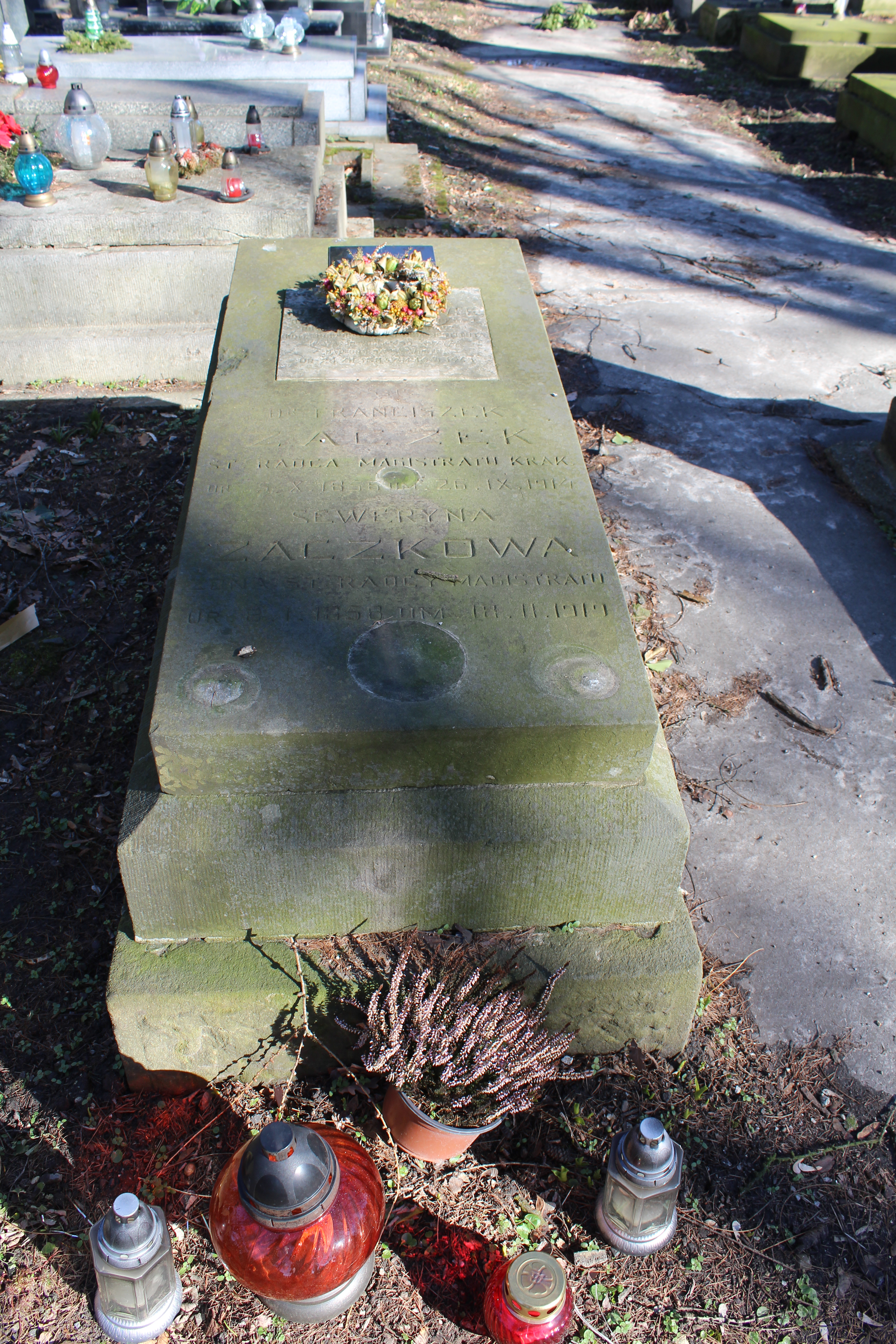
Grób Kazimierza Zaczka

Kazimierz Zaczek (ur. 20 grudnia 1884 w Bochni, zm. 16 czerwca 1945 w Krakowie) – polski prawnik, polityk okresu II RP, tymczasowy kierownik resortu skarbu w 1922, poseł II kadencji oraz senator III kadencji, członek Zarządu Centralnego Związku Przemysłu Polskiego w 1932 roku.

## Życiorys
Ukończył prawo na Uniwersytecie Jagiellońskim. W latach 1908–1912 pracował w Prokuratorii Krajowej we Lwowie. 
Od 1919 pracował w Ministerstwie Skarbu, a od 28 czerwca 1922 do 3 lipca 1922 był tymczasowym kierownikiem tegoż resortu w rządzie Artura Śliwińskiego.
W 1928 został wybrany do Sejmu, a w 1930 do Senatu.
W 1936 został przewodniczącym wydziału wykonawczego Komitetu Głównego Zjazdu Górskiego zorganizowanego w sierpniu 1936 w Sanoku.
Pochowany na cmentarzu Rakowickim w Krakowie (pas 79, narożnik południowo-wschodni). 

## Ordery i odznaczenia
- Krzyż Komandorski Orderu Odrodzenia Polski (2 maja 1922)[4][5]